# بنتس (اوزدوم)
بنتس (به آلمانی: Benz) یک شهر در آلمان است که در فرپومرن-گرایفسوالد واقع شده‌است. بنتس ۹۹۹ نفر جمعیت دارد.